# Marta Macias Quesada
Marta Macias Quesada (la Ràpita, 23 d'octubre de 1965) és una advocada catalana, experta en incorporar la perspectiva de gènere en les polítiques públiques. Llicenciada en dret per la Universitat de Barcelona, amb un postgrau en finances i economia (Instituto de Empresa) i un postgrau en cooperació per al desenvolupament (Esade), va completar els seus estudis amb un màster en dret d'empreses i fundacions (Universitat Pompeu Fabra). És experta en gènere, drets humans i en incidència política i econòmica.
Va ser directora general de Custo Barcelona, directora de l'àmbit jurídic de la naviliera Nareser, directora de la Fundació Ajuda en Acció de Catalunya i Balears, directora de relacions externes del Fòrum Universal de les Cultures Barcelona 2004, directora de banca del BBVA i, entre 2014 i 2017, directora general de cooperació de la Generalitat de Catalunya, des d'on va impulsar el primer pla director de cooperació feminista, concentrant l'esforç de la cooperació pública catalana en la defensa dels drets humans de les dones. L'any 2016, va fundar la consultora de gènere Coop4equality, especialitzada en la construcció de projectes d'innovació social a favor de la igualtat.
Actualment (2021) és membre independent de la comissió de territori i sostenibilitat del Govern de la Generalitat, membre del Consell ODEE de la Cambra de Comerç de Barcelona i és directora de la consultora Coop4equality. Ha format part de l'equip de disseny de la primera norma de certificació municipal a favor de la igualtat de gènere, SG CITY 50-50.